# 国鉄DB10形ディーゼル機関車
DB10形ディーゼル機関車（ディービー10がたディーゼルきかんしゃ）は、日本国有鉄道（国鉄）の前身である鉄道省が設計したディーゼル機関車の一形式である。

## 製造の背景
第一次世界大戦後の世界的な不況を受けて鉄道経営も合理化を求められるなかで、入換等の作業を蒸気機関車からディーゼル化し、人件費と燃料費の節約を図ることが計画された。そこで初の純国産ディーゼル機関車として製作されたのが本形式である。

## 構造
エンジンは、池貝製作所または神戸製鋼所製のディーゼルエンジン（直列4気筒 50 ps/1,000 rpm）を使用し、川崎車輛、日本車輌製造、日立製作所が車体および組み立てを担当した。鉄道省初の純国産ディーゼル機関車であり、実用化までには多くの改良を必要とした。
動力伝達方式は、4段変速の機械式を採用した。変速機から床下の逆転器に動力を伝達、ここからスプロケットで出力し、台枠内側にローラーチェーンを通して片軸を駆動。更に車輪外側のロッドでもう1軸を連動させている。
ブレーキ装置は、一般的な踏面にシューを当てる方式ではなく、ドラム式ブレーキを採用。床下逆転機軸の片側にブレーキドラムを装着し、これを手動ブレーキてこからの連動で作用させている。

## 製造
1932年（昭和7年）に8両が製造された。正確な製造時期は不明だが、同年3～4月頃と思われる。
同年4月30日現在の各鉄道局機関車配置表によれば、DB101とDB102は鷹取機関区に新製配置（ただし、月末時点でDB102は川崎車輌で手直し中）。DB103は国府津機関区に、DB104は高崎機関区に、DB105とDB106はいずれも仙台機関区に、DB107は浜松機関区に、DB108は稲沢機関区にそれぞれ新製配置された。

## 運用
その後、各鉄道局へ1 - 2両単位で分散して配置され、駅構内及び工場内の軽入換作業に使用された。しかし、1938年（昭和13年）にはDB10 5が 釧路機関区厚岸駐泊所で休車となり、燃料統制もあって1943年（昭和18年）以降はほとんど運用からはずれるに至った。戦時中は、DB10 1が若松検車区の入換、DB10 5が函館機関区の入換、DB10 6が盛岡工機部の入換、DB10 8が福井機関区の入換として働いていた以外は全て休車となった。なお、札幌鉄道局の1948年（昭和23年）4月1日現在の機関車配置表ではDB10 5が函館機関区で第一種休車になっている。また、DB10 3とDB10 4が小山機関区で1948年（昭和23年）9月に廃車となったのを最後に8両全て廃車となった。

### 配置
| 年度           | 東京鉄道局 | 名古屋鉄道局 | 大阪鉄道局 | 広島鉄道局 | 門司鉄道局 | 仙台鉄道局 | 札幌鉄道局 | 計 |
| -------------- | ---------- | ------------ | ---------- | ---------- | ---------- | ---------- | ---------- | -- |
| 1931（昭和6）  |            | 1            | 1          |            |            | 1          |            | 3  |
| 1932（昭和7）  | 2          | 2            | 2          |            |            | 1          | 1          | 8  |
| 1933（昭和8）  | 2          | 2            | 2          |            |            | 1          | 1          | 8  |
| 1934（昭和9）  | 2          | 2            | 2          |            |            | 1          | 1          | 8  |
| 1935（昭和10） | 2          | 2            | 1          | 1          |            | 1          | 1          | 8  |
| 1936（昭和11） | 2          | 2            |            | 1          |            | 1          | 2          | 8  |
| 1937（昭和12） | 2          | 2            |            | 1          |            | 1          | 2          | 8  |

- 鉄道統計資料各年度版（省有機関車現在表）より。1938年以降は未調査

## 廃車後の動向
門司鉄道局配置の2両（DB10 1、DB10 7）については、戦後、機関換装等を実施の上、門司港駅で貨車移動機として使用された。このうち1両は早期に廃車となったものの、残る1両は1980年代後半、配置されていた北九州資材センターが閉鎖されるまで使用され、同センター廃止後は保存されることなく解体された。本形式を特徴付けていた大柄な鋲接構造の運転台やボンネットは順次交換されて原型を喪失しており、ナンバープレートも残されていなかったために末期には貨車移動機にしか見えない形態となっていて、事情を知らない者がこの少し変わった移動機が元DB10形だと知ることは難しかった。
また米原機関区でも構内の車両移動用に使用していた。ボンネットは撤去され代わりにタンクが7本据え付けられ圧縮空気により車輪を駆動する無火機関車になっていた。性能は時速4 - 5 km/h、牽引重量約230 噸で形式MN01、番号MAB1のナンバープレートをつけていた。